# クーちゃん
クーちゃんは、2009年2月に北海道釧路市の釧路川河口に出現したラッコ。当時3、4歳ほどの若いラッコと推定され、よく見物客の集まる岸壁近くにいた。

## 出来事
2009年2月11日に釧路川河口の幣舞橋付近で発見された。野生のラッコが市街地の河川に出没するのは極めて珍しく、釧路川にちなんで「クーちゃん」の愛称が付けられた。付近には多数の見物客が訪れ、転落事故が発生したためガードマンが配置された。
3月2日に左足鰭に釣り針が刺さっているのが確認された。
釧路市は、4月29日にクーちゃん特別住民票を発行し、特別観光大使に任命した。特別住民票は幣舞橋近くの2か所で配布され、5月上旬までに約9千枚配られた。釧路市観光協会はクーちゃんに感謝状を送るイベントを実施した。
5月8日以降、それまで2日続けて目撃されないことはなかったクーちゃんが釧路川で目撃されなくなり、釧路市民には「暖かくなって海に帰ってしまったのではないか」と心配された。6月11日に、釧路市は幣舞橋のそばにクーちゃんの記念パネルを設置した。
その後、納沙布岬でクーちゃんらしきラッコが観察され、一緒にいた3匹のラッコは納沙布岬にちなみ「ノンちゃん」「サッちゃん」「プーちゃん」と名付けられた。観光ツアーが行われるなど観光資源になる一方で、移植放流していたエゾバフンウニが食害により壊滅するなど漁業被害が出ていた。
翌2010年2月に釧路市生涯学習センターで「ラッコのクーちゃん再び」フォーラムが行われた。また、釧路フィッシャーマンズワーフMOOで「クーちゃん来釧１周年特別展示～児童画・メッセージとパネル・記事で振り返るあの日あの時～」が開催され、クーちゃんの写真や新聞記事、市内の保育園の園児が書いた似顔絵とメッセージ等の他に、特別住民票、釧路ファイン特別観光大使認定書が展示された。

### なぜ釧路川に来たのか
水産総合研究センター北海道区水産研究所の研究員は「北方領土などから海流に乗ってきたか、餌を探してたどり着き、餌が豊富で波が静かなため居心地がよく居着いたのでは」と推測した。また、おたる水族館海獣飼育課長は「体の機能のどこかに問題があって釧路に流れてきたのかもしれない」と北海道新聞の取材に答えた。
2月下旬に北海道新聞が取材した専門家は全員「餌が少なくなれば移動する」と推測していた。